# Villa Ciuti
La Villa Ciuti (en italien, Villino Ciuti) est un bâtiment de style Art nouveau situé à Florence (Italie), via dei Della Robbia.

## Histoire et description
Le villino a été construit vers 1910 sur commande de Baldassarre Ciuti.

## Description
Le bâtiment présente un style Liberty, la version italienne de l'Art Nouveau. Il s'agit d'un des rares représentants de ce style à Florence.

## Galerie

Détails
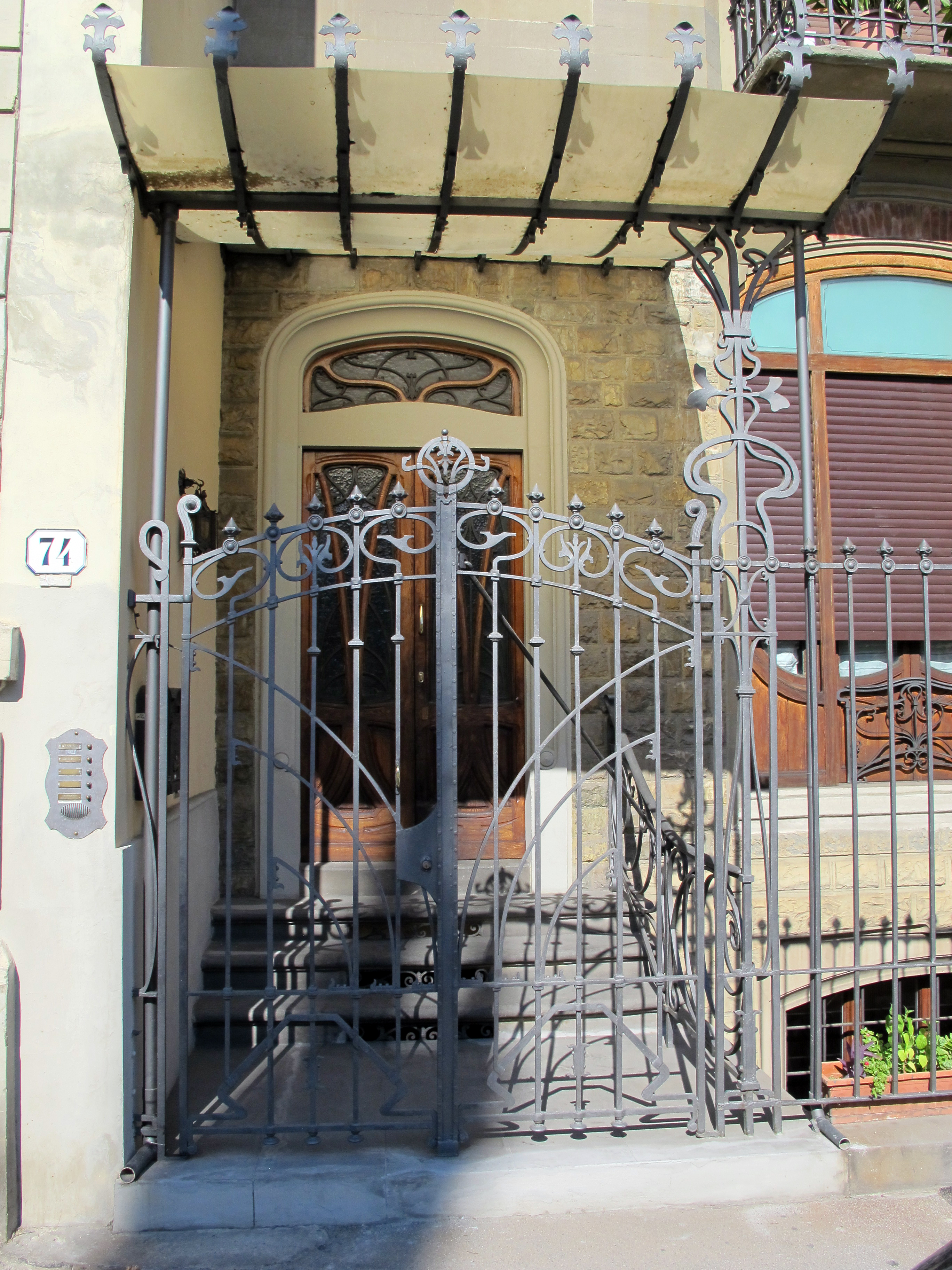
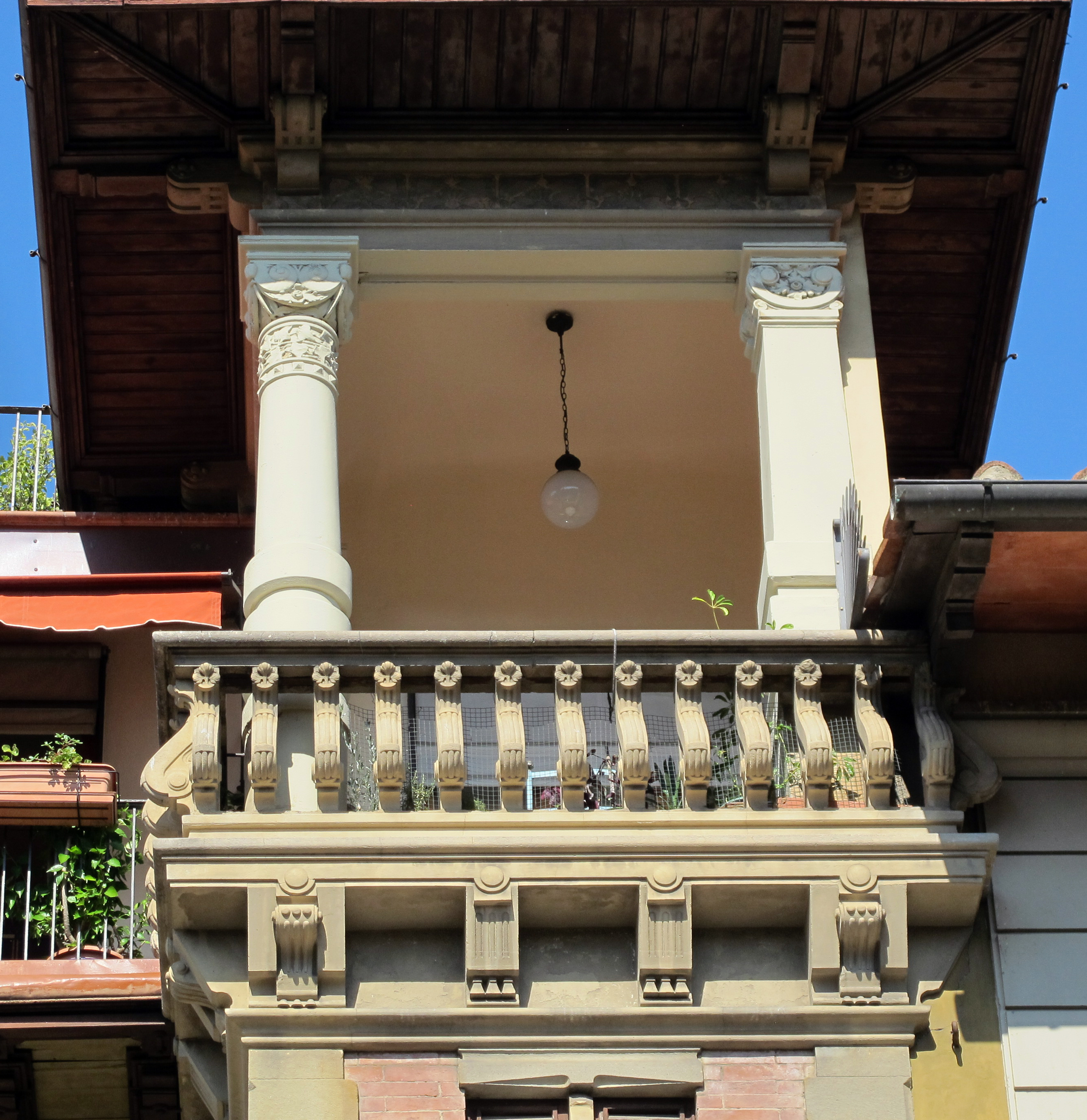
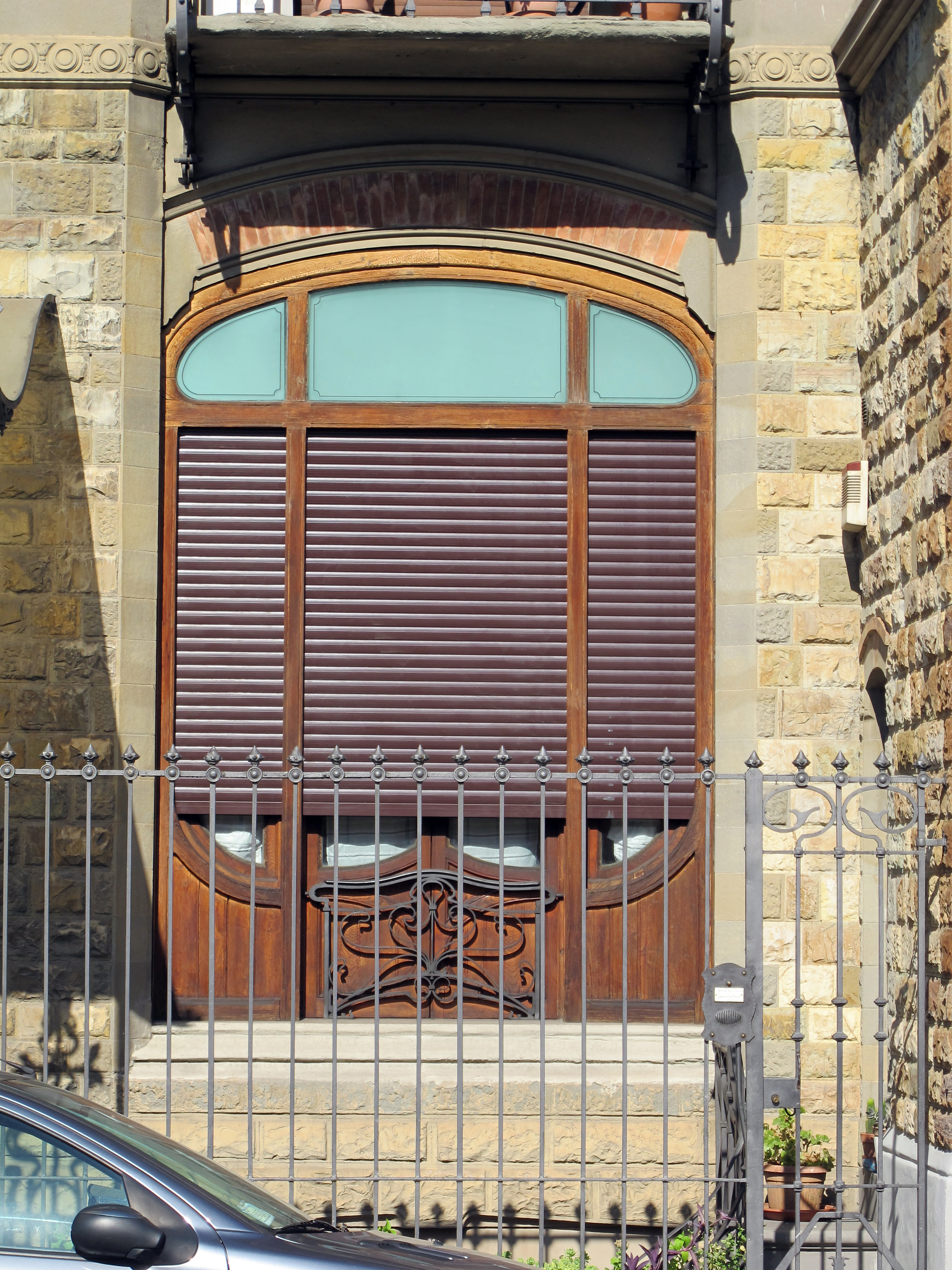
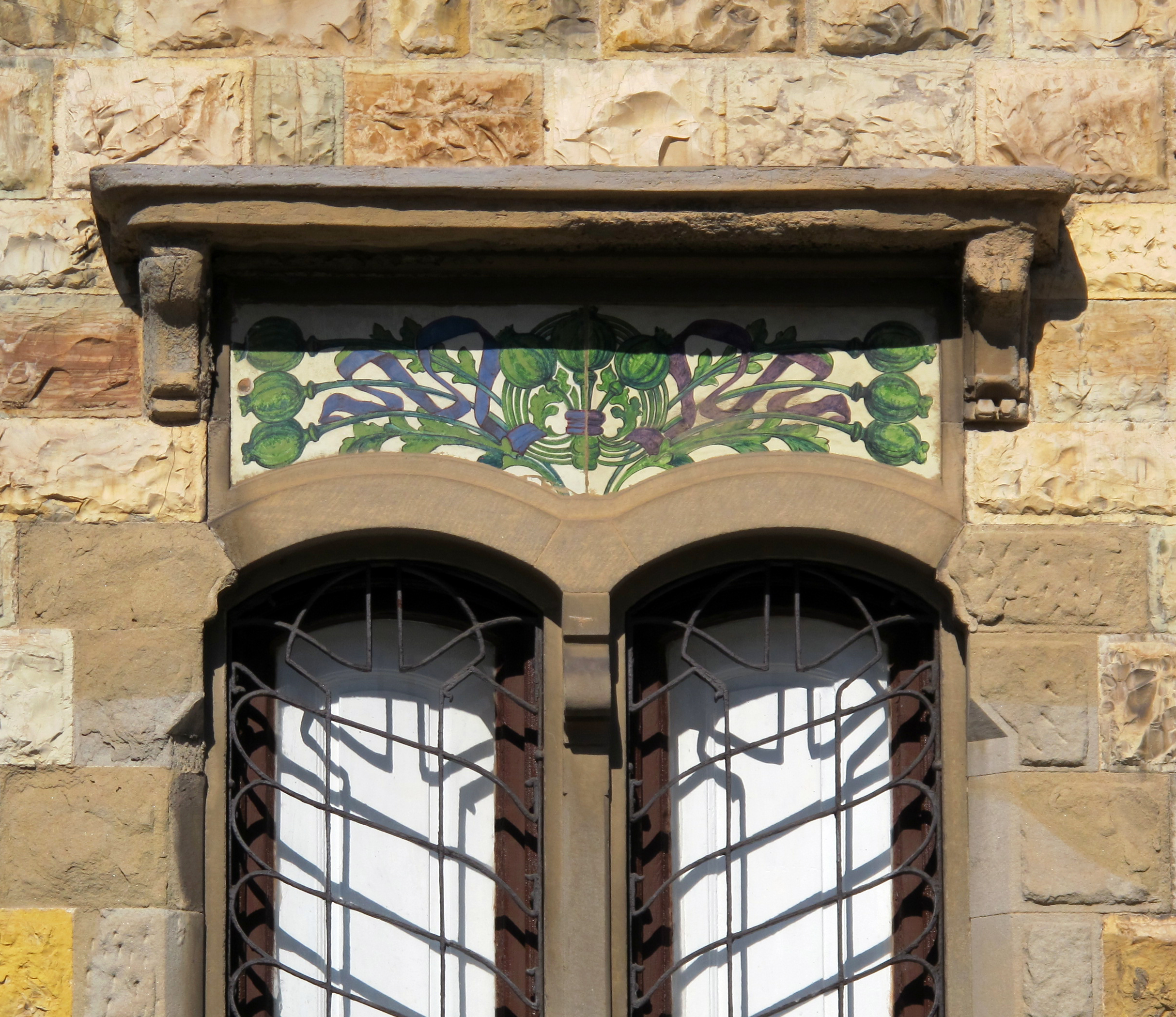
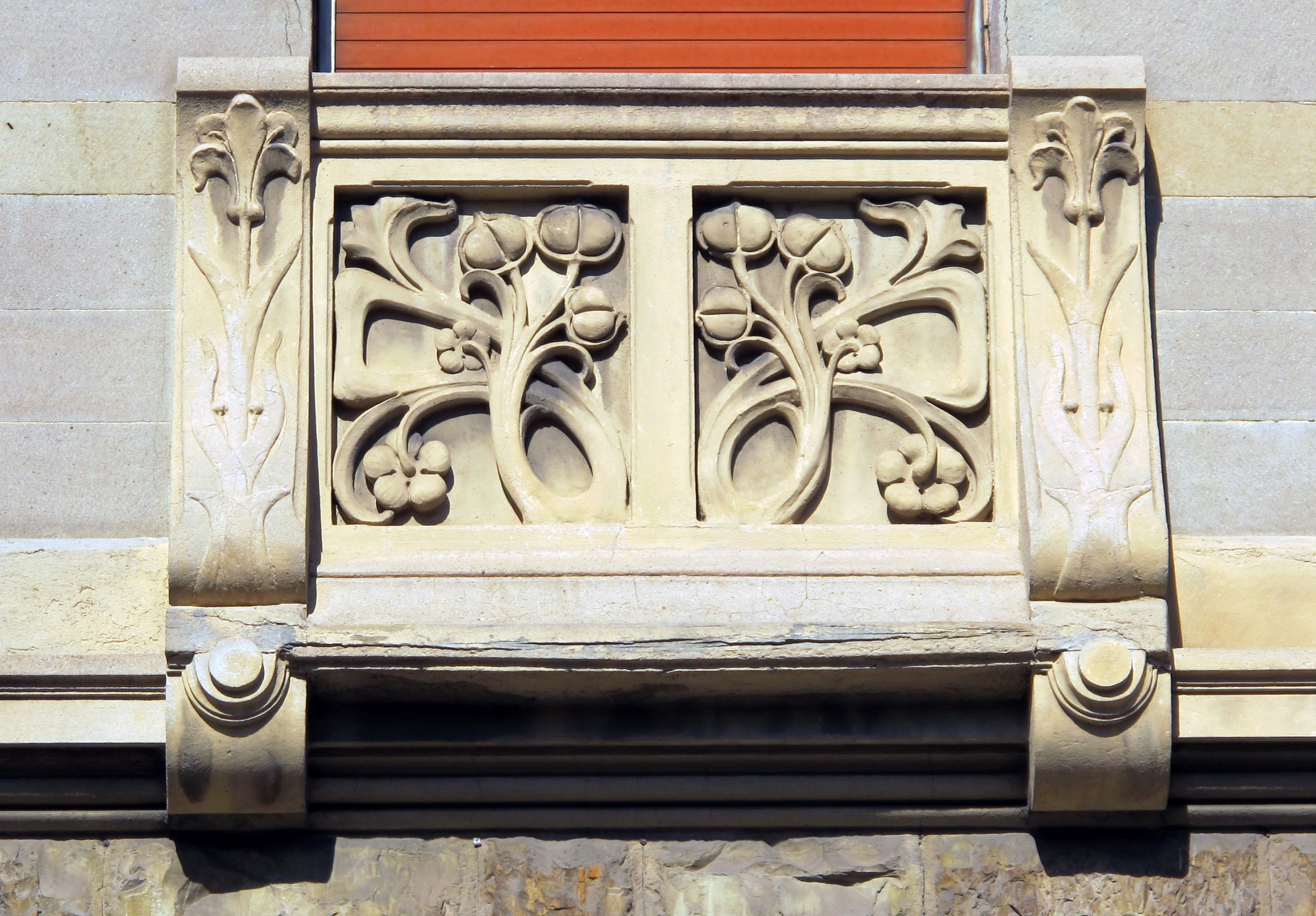
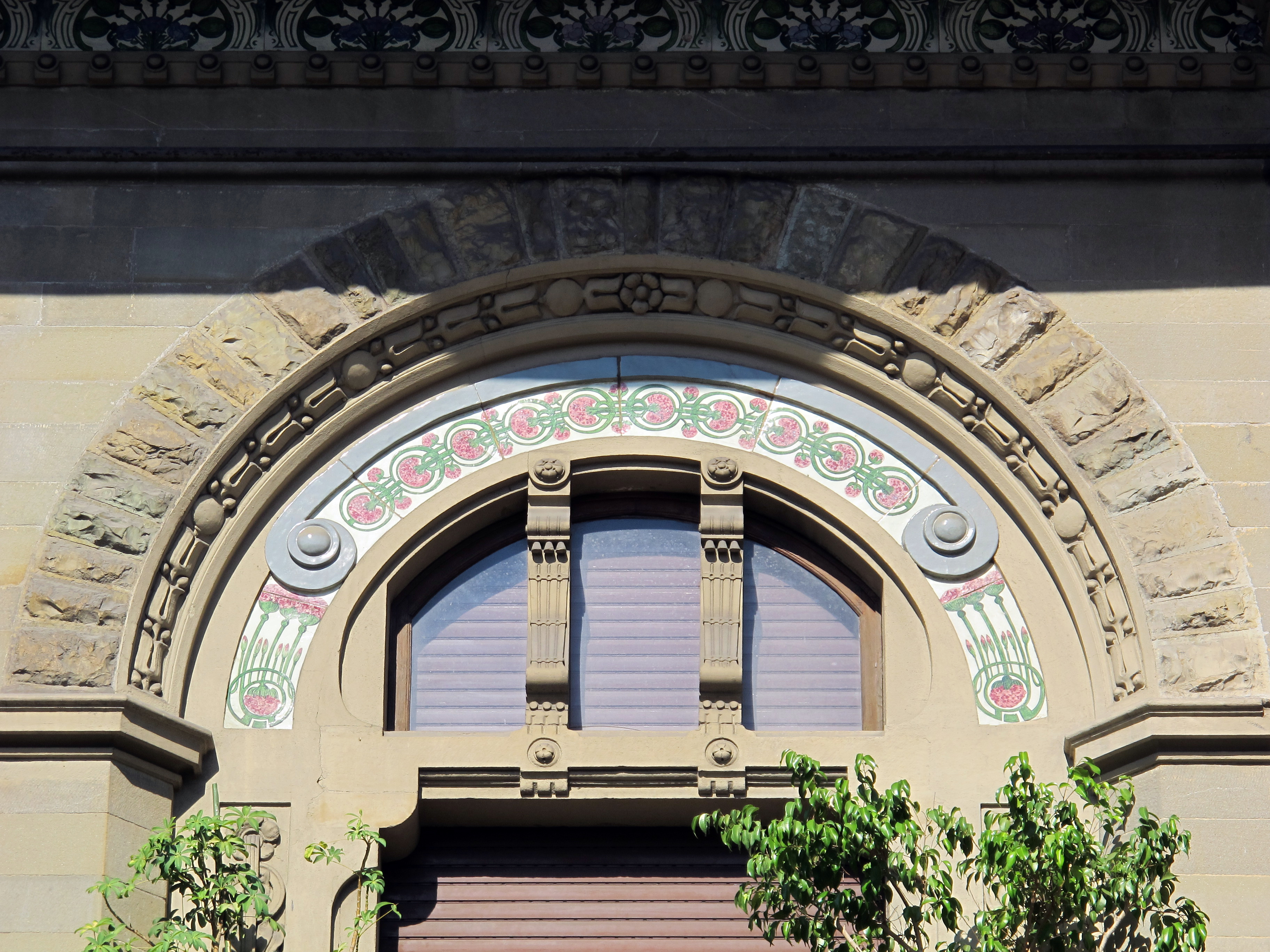
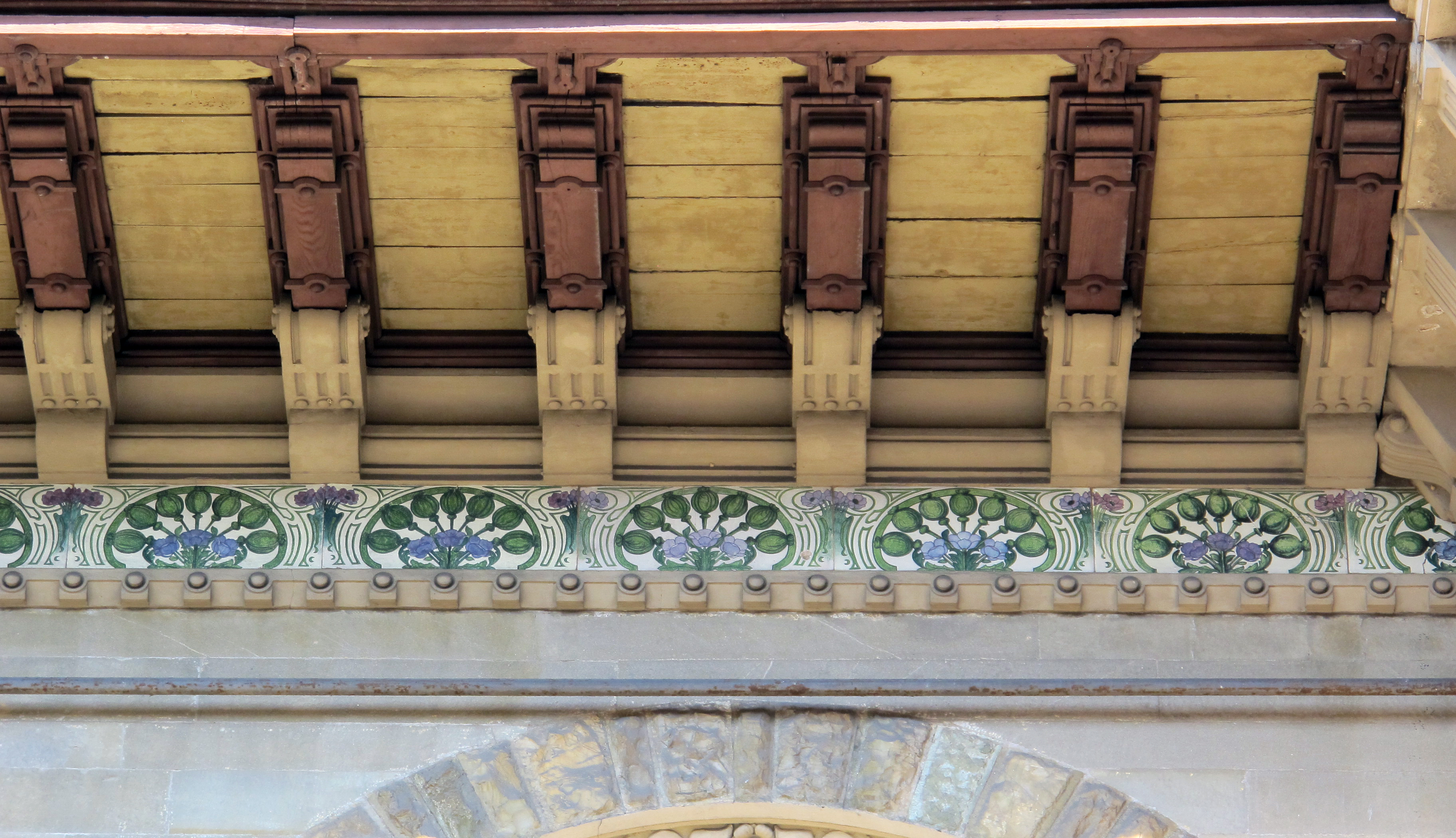